# Georges Senfftleben
Georges Senfftleben (ur. 19 grudnia 1922 w Clamart – zm. 24 sierpnia 1998 w Èze) – francuski kolarz torowy i szosowy, czterokrotny medalista torowych mistrzostw świata.

## Kariera
Pierwszy sukces w karierze Georges Senfftleben osiągnął w 1946 roku, kiedy zdobył srebrny medal w sprincie indywidualnym zawodowców podczas torowych mistrzostw świata w Zurychu. W zawodach tych wyprzedził go jedynie Holender Jan Derksen, a trzecie miejsce wywalczył kolejny reprezentant Holandii - Arie van Vliet. Na rozgrywanych rok później mistrzostwach świata w Paryżu zdobył brązowy medal, przegrywając tylko z Belgiem Jefem Scherensem i Francuzem Louisem Gérardinem, podobnie jak na mistrzostwach w Amsterdamie w 1948 roku, gdzie uplasował się za van Vlietem i Gérardinem. Ostatni medal na imprezie tego cyklu zdobył na mistrzostwach w Paryżu w 1952 roku, gdzie ponownie zdobył srebro - wygrał Szwajcar Oscar Plattner. Wielokrotnie zdobywał medale torowych mistrzostw kraju, w tym cztery złote. Startował również w wyścigach szosowych, ale bez większych sukcesów. Nigdy nie wystąpił na igrzyskach olimpijskich.